# Kejsarinnans cup
Kejsarinnans cup (japanska: 天皇杯・皇后杯全日本バレーボール選手権大会) är en årlig volleybolltävling för damklubblag i Japan, arrangerad av Japans volleybollförbund sedan 2007. I tävlingen deltar lag från V.League Division 1, de bästa lagen i V.League Division 2 och inbjudna universitetslag; totalt deltar tjugofyra lag.

## Resultat per år
| Upplaga              | Upplaga               | Podium            | Podium                                    | Podium            |
| Säsong               | Spelplats för finalen | Mästare           | Matchresultat                             | Finalist          |
| -------------------- | --------------------- | ----------------- | ----------------------------------------- | ----------------- |
| 2007 mer information | Kawasaki              | Toray Arrows      | 3 - 0 (25-21, 25-14, 25-10)               | Hisamitsu Springs |
| 2008 mer information | Kawasaki              | Toyota Queenseis  | 3 - 0 (25-16, 25-17, 25-20)               | Pioneer Red Wings |
| 2009 mer information | Tokyo                 | Hisamitsu Springs | 3 - 2 (18-25, 25-12, 25-10, 21-25, 15-12) | Denso Airybees    |
| 2010 mer information | Tokyo                 | Denso Airybees    | 3 - 2 (21-25, 21-25, 25-22, 25-17, 15-13) | Toray Arrows      |
| 2011 mer information | Tokyo                 | Toray Arrows      | 3 - 1 (21-25, 27-25, 25-21, 25-23)        | Toyota Queenseis  |
| 2012 mer information | Miyakonojō Tokyo      | Hisamitsu Springs | 3 - 1 (17-25, 25-23, 25-22, 25-19)        | Toray Arrows      |
| 2013 mer information | Tokyo                 | Hisamitsu Springs | 3 - 0 (25-22, 26-24, 25-16)               | Okayama Seagulls  |
| 2014 mer information | Tokyo                 | Hisamitsu Springs | 3 - 0 (25-19, 25-13, 25-23)               | Hitachi Rivale    |
| 2015 mer information | Tokyo                 | Hisamitsu Springs | 3 - 0 (25-13, 25-21, 25-22)               | NEC Red Rockets   |
| 2016 mer information | Tokyo                 | Hisamitsu Springs | 3 - 0 (25-16, 25-18, 25-17)               | Hitachi Rivale    |
| 2017 mer information | Tokyo                 | Toyota Queenseis  | 3 - 2 (25-27, 25-21, 25-23, 14-25, 16-14) | Denso Airybees    |
| 2018 mer information | Chōfu Tokyo           | Hisamitsu Springs | 3 - 1 (35-33, 20-25, 25-23, 26-24)        | Toyota Queenseis  |
| 2019                 | Kawasaki              | Ej genomförd      | Ej genomförd                              | Ej genomförd      |
| 2020 mer information |                       | JT Marvelous      |                                           |                   |
| 2021 mer information |                       | Hisamitsu Springs |                                           |                   |

## Resultat per klubb
| Lag               | Antal titlar | Vunna upplagor                                 |
| ----------------- | ------------ | ---------------------------------------------- |
| Hisamitsu Springs | 8            | 2009, 2012, 2013, 2014, 2015, 2016, 2018, 2021 |
| Toray Arrows      | 2            | 2007, 2011                                     |
| Toyota Queenseis  | 2            | 2008, 2017                                     |
| Denso Airybees    | 1            | 2010                                           |
| JT Marvelous      | 1            | 2020                                           |